# Hemiergis peronii
Hemiergis peronii — вид сцинкоподібних ящірок родини сцинкових (Scincidae). Ендемік Австралії. Вид названий на честь французького натураліста Франсуа Перона.

## Поширення і екологія
Hemiergis peronii мешкають на півдні Австралії, в штатах Західна Австралія, Південна Австралія і Вікторія, зокрема на сусідніх островах. Вони живуть в лісах, чагарникових заростях і пустищах.